# Dehault
Dehault település Franciaországban, Sarthe megyében. Lakosainak száma 250 fő (2022. január 1.). Dehault La Chapelle-du-Bois, La Ferté-Bernard, Nogent-le-Bernard, Saint-Aubin-des-Coudrais és Saint-Georges-du-Rosay községekkel határos.

## Népesség
A település népességének változása:
| Lakosok száma | 273  | 272  | 278  | 270  | 269  | 268  | 267  | 258  | 250  |
|               | 2013 | 2015 | 2016 | 2017 | 2018 | 2019 | 2020 | 2021 | 2022 |